# Robert Wagner (seriemoordenaar)
Robert Joe Wagner (28 november 1971) is een Australische seriemoordenaar en kannibaal. Hij werd veroordeeld voor betrokkenheid bij ten minste tien moorden tussen 1992 en 1999 die deel uitmaakten van de Snowtown Murders. Wagner werd in 2003 veroordeeld tot een levenslange gevangenisstraf.
Wagners motief voor zijn daden is zijn haat voor pedofielen. Hij had op zijn 14e omgang met een veroordeelde pedofiel, die hij later ombracht. Wagner bakte en at het vlees op van zijn laatst bekende slachtoffer David Johnson. Voor die moord evenals voor de moorden op Barry Lane en Fred Brooks bekende Wagner schuld. Hij ontkende schuld aan acht andere moordaanklachten, maar werd uiteindelijk voor tien van de elf veroordeeld.
Wagner opereerde niet alleen, maar pleegde de Snowtown Murders samen met nog drie hoofddaders. Hun plan was oorspronkelijk om vermoedelijke pedofielen te doden, maar werd later uitgebreid met slachtoffers die om verschillende andere redenen 'dood moesten'. Wagner behoorde vermoedelijk tot de groep vanaf de eerste moord op Clinton Douglas Trezise, wiens lichaam hij mogelijk hielp wegwerken. Bij volgende slachtoffers nam hij actief deel aan de martel- en moordpartijen zelf.